# Timmertjärnen (Norsjö socken, Västerbotten)
Timmertjärnen är en sjö i Norsjö kommun i Västerbotten och ingår i Umeälvens huvudavrinningsområde.